# Göphardt

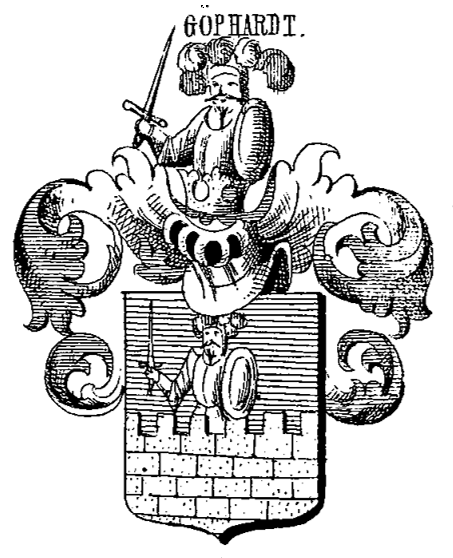
Wappen derer von Göphardt in Siebmachers Wappenbuch

Göphardt oder Goephardt ist der Name eines sächsischen Briefadelsgeschlechts.

## Geschichte
Die drei, im kursächsischen Militärdienst stehenden Brüder Friedrich, Carl Leopold und Adolph Göphardt wurden während des Vikariats von König Friedrich August III. von Sachsen am 31. Juli 1790 in den Reichsadelsstand erhoben.

## Wappen
Blasonierung: In Blau aus goldener Zinnenmauer wachsend ein geharnischter Ritter mit Schild und Schwert. Auf dem gekrönten Helm mit blau-silbernen Helmdecken der Mann vom Schild wachsend.

## Persönlichkeiten
- Carl Leopold von Göphardt (1757–1824), sächsischer Offizier
- Adolph Georg Wilhelm Leopold von Göphardt (1789–1878), königlich-sächsischer Oberst und Ehrenbürger von Zittau